# Prameniště Přešínského potoka
Prameniště Přešínského potoka este o arie protejată (arie specială de conservare — SAC, sit de importanță comunitară — SCI) din Republica Cehă întinsă pe o suprafață de 43,83 ha, integral pe uscat.

## Localizare
Centrul sitului Prameniště Přešínského potoka este situat la coordonatele 49°33′30″N 13°38′05″E / 49.558333°N 13.634722°E.

## Înființare
Situl Prameniště Přešínského potoka a fost declarat sit de importanță comunitară în noiembrie 2009 pentru a proteja un număr necunoscut de specii din flora spontană și fauna sălbatică aflate în arealul zonei. Situl a fost protejat și ca arie specială de conservare în februarie 2020.

## Biodiversitate
Situată în ecoregiunea continentală, aria protejată conține 3 habitate naturale: Pajiști cu Molinia pe soluri calcaroase, turboase sau argilos-nămoloase (Molinion caeruleae), Liziere de ierburi înalte hidrofile de câmpie și de nivel montan până la alpin, Păduri aluvionare cu Alnus glutinosa și Fraxinus excelsior (Alno-Padion, Alnion incanae, Salicion albae).
La baza desemnării sitului se află un număr nedeclarat de specii protejate.